# Jubilees (Magnus Lindberg)
Jubilees is de zesde compositie die de Fin Magnus Lindberg componeerde voor de piano, zijn eigen instrument.

## Geschiedenis
Lindberg componeerde Jubilees twaalf jaar nadat hij zijn vorige werk voor pianosolo Twine had voltooid. In die tussentijd ontwikkelde de muziek van Lindberg zich door het toevoegen van invloeden uit de klassieke muziek, voornamelijk Frédéric Chopin en Claude Debussy. Deze nieuwe toevoeging zorgde ervoor dat de composities van Lindberg toegankelijker (relatief gezien) werden. Zo is het dan ook met deze Jubilees, gecomponeerd voor de 75ste verjaardag van een andere avantgardist: Pierre Boulez. Ralph van Raat schreef in de begeleidende tekst van de opname, dat het werk oorspronkelijk maar uit één deel zou bestaan, maar dat Lindberg steeds nieuwe ideeën kreeg en uiteindelijk op zes deeltjes uitkwam. De compositie is eigenlijk in omgekeerde vorm dan gebruikelijk gecomponeerd. Het eerste deel bevat in de kiem de inhoud van de andere deeltjes, waarin dus bepaalde aspecten uit deel één uitgewerkt worden.

## Delen
De delen kennen alleen een tempoaanduiding (96= 96 kwartnoten in een minuut)
1. = 96
2. = 64
3. = 128
4. = 64
5. = 162
6. = 64.

De componist schreef zelf dat Jubilees tevens een oefening was in het schrijven van korte werkjes. Daarbij vindt hij het zelf moeilijk, aangezien de piano zijn "eigen" instrument is; hij ziet het zelf als een leugendetector binnen zijn eigen muziek. In orkestcomposities kan je hier en daar wat wegpoetsen; op een enkele piano is dat niet mogelijk. Hoewel de elementen uit zijn stijl (voor- en achtergrond, timbre, verborgen polyfonie) aanwezig zijn, valt de muziek meer op zijn / haar plaats. Met de toevoeging van het klassieke element werd Jubilees dus toegankelijker, maar klinkt het tegelijkertijd ook opener. De langzame deeltjes vier en zes klinken als klassieke muziek uit andere jaren. Daartegen over staat dan het "nerveuze" deel vijf, dat in hoog tempo gespeeld wordt.
De eerste uitvoering van het werk, toen nog Jubilees 1-5 geheten, vond plaats op 15 september 2000 in Parijs. Pianist van dienst was Jouko Laivuori, aan wie het werk ook is opgedragen.

## Alternatieve versie
De kleurschakering van het werk gaf de componist wellicht aanleiding in 2002 een versie voor kamerorkest te schrijven. De orkestratie is 1 dwarsfluit, 1 hobo, 1 klarinet, 1 fagot, 2 hoorns, 1 trompet, 1 trombone, slagwerk, piano en strijkinstrumenten. Opdracht kwam toen van Ensemble InterContemporain met een première op 7 april 2003.

## Discografie
- Opname Naxos; Ralph van Raat; opname 6 en 7 oktober 2007; Amsterdam.